# Léonie Dusseuil
Léonie Dusseuil, née le 24 février 1839 à Nancy et morte le 19 août 1912 à Paris, est une peintre et pastelliste française.

## Biographie

### Jeunesse et famille
Denise Delphine Joséphine Léonie Dusseuil naît en 1839 à Nancy, fille de Denis Dusseuil, docteur en médecine, et de Julie Ursule Tardy.

### Parcours
Élève d'Hippolyte Flandrin, de Léon Cogniet, et des sœurs Rosa et Juliette Bonheur, elle expose au Salon de Paris à partir de 1859. Peintre et pastelliste, elle réalise principalement des portraits.
En 1881, elle envoie deux toiles à l'exposition de La Haye. En 1887, l'empereur du Brésil visite son atelier et admire ses portraits.
En 1901, elle publie Philosophie du cœur, préfacé par François Coppée.
En 1910, elle expose aux Galeries Malesherbes.
En février 1912, lors d'une séance de la Société des artistes français, Léonie Dusseuil fait part de son souhait « de laisser à la Société une somme d'argent destinée à fonder un prix biennal de cinq cents francs, en faveur d'une femme peintre âgée de quarante ans au moins, exposant au Salon des artistes français et vivant de sa difficile et honorable
profession.
Pour que le prix puisse être attribué de son vivant, Mlle Dusseuil, en attendant qu'elle fasse don du capital, en remettra le montant à la Société. Il sera décerné au Salon de 1912. » (voir infra)
La peintre meurt peu après, le 19 août 1912, à son domicile du 10 bis rue Vavin, célibataire et âgée de 73 ans. Elle est inhumée deux jours plus tard au cimetière du Montparnasse (division 13). 

## Œuvres
- Portrait de M. A. M..., Salon de 1859, localisation inconnue
- Portrait de Mlle D..., Salon de 1859, localisation inconnue
- Tête d'étude, Salon de 1861, localisation inconnue
- Portrait de M. L..., dessin, Salon de 1864, localisation inconnue
- Portrait de Mgr Chigi, nonce apostolique à Paris, dessin, Salon de 1864, localisation inconnue
- Rêverie, Salon de 1865, localisation inconnue
- Sainte Clotilde implore du ciel la guérison de son fils, Salon de 1865, localisation inconnue
- Portrait de Mlle ***, autoportrait[11], Salon de 1867, localisation inconnue
- Portrait de Mme la supérieure générale des sœurs de ***, Salon de 1867, localisation inconnue
- Marie-Antoinette au Temple, le 22 janvier 1793, Salon de 1871, localisation inconnue[12],[13]
- Portrait de Mlle Marie C..., Salon de 1871, localisation inconnue
- Jeune Alsacienne, Salon de 1872, localisation inconnue
- Portrait de Mme la baronne du Casse, Salon de 1874, localisation inconnue
- Portrait de M. N. de la T..., Salon de 1874, localisation inconnue
- Mme la comtesse de ***, fondatrice et supérieure des religieuses de ***, explique à ses filles les constitutions de l’Ordre, Salon de 1878, localisation inconnue
- Portrait de S. G. Mgr Bourret, Salon de 1880, ancien évêché de Rodez
- Portrait du capitaine C..., Salon de 1880, localisation inconnue
- Portrait de Mlle Château, Salon de 1885, localisation inconnue
- Louisa Girard de Cailleux (1852-1936), baronne Artaud-Haussmann (1889), pastel sur carton , 1889, Londres, collection particulière[14]
- Profil de jeune fille, pastel, Salon de 1890, localisation inconnue
- Portrait de Mme A. L..., pastel, Salon de 1890, localisation inconnue
- Portrait de Mlle X..., pastel, Salon de 1892, localisation inconnue
- Portrait de S. E. Mgr le cardinal Bourret, pastel, Salon de 1896, localisation inconnue
- Mireille heureuse d'avoir reçu des fleurs et des oiseaux de son ami Vincent, pastel, Salon de 1908, localisation inconnue
- Recueillement ; jeune Normande, pastel, Salon de 1911, localisation inconnue

## Publication
- Philosophie du cœur  (préf. François Coppée), Paris, Tequi, 1901 (BNF 30388678, lire en ligne)[6].

## Prix Léonie-Dusseuil
Ce prix triennal, à l'origine d'un montant de 450 francs, est fondé par Léonie Dusseuil elle-même en 1912, peu avant sa mort, pour être décerné à une femme peintre âgée de quarante ans au moins, exposant au Salon des artistes français et vivant de sa profession (voir supra). Il semble avoir été décerné jusqu'au milieu des années 1970, sa valeur étant alors de 100 francs. 

### Lauréats
- 1912 : Louise de Ladevèze-Cauchois
- 1920 : Henriette Robert et Marie Coignet
- 1922 : Alice Bastide
- 1925 : Lucie Ranvier-Chartier
- 1928 : Élisabeth Zabeth
- 1931 : Marie Cadet
- 1934 : Flordavid
- 1937 : Alice Grillot
- 1940 : Clémence Louise Burdeau
- 1943 : Louise Alix
- 1946 : annoncé[17]
- 1949 : annoncé[18]
- 1975 : annoncé[16]